# Maria (canção de Kuroyume)
"Maria" (マリア, estilizado como "MARIA") é o décimo segundo single da banda japonesa de rock Kuroyume, lançado em 8 de abril de 1998 pela Toshiba EMI. Foi o último single lançado pela banda antes de entrarem em hiato indefinido, que foi quebrado em 2011 com o single "Misery". A canção fez parte de um comercial do carro Move Aerodown Custom da Daihatsu.Uma versão levemente remixada é incluída no álbum Corkscrew.
Em 2009, Kiyoharu regravou a canção para seu álbum solo de regravações da banda Kuroyume Self Cover Album "Medley". Em 2011, a banda Plastic Tree fez um cover da canção para o álbum tributo Fuck the Border Line.

## Desempenho comercial
"Maria" chegou ao segundo lugar na Oricon Singles Chart, ficando na parada por nove semanas. Vendeu 299,350 cópias enquanto esteve na parada, tornando-se o terceiro single mais vendido do grupo, atrás apenas de "Shōnen" e "Beams".
No mês de lançamento, foi certificado disco de ouro pela RIAJ.

## Faixas
| N.º | Título                                    | Duração |  |
| 1.  | "Maria"                                   | 4:56    |  |
| 2.  | "Unlearned Man -1998 CRAZY FIRE VERSION-" | 4:36    |  |

## Ficha técnica
- Kiyoharu – vocais
- Hitoki – baixo
- Takayuki Hijikata – arranjos[10]